# Caterpillar
Die Caterpillar Inc. (kurz CAT) ist ein US-amerikanisches Maschinenbauunternehmen, das seinen Hauptsitz in Deerfield im US-Bundesstaat Illinois hat. 
Es produziert in erster Linie Baumaschinen und gilt als der weltweit größte Hersteller in dieser Branche. Darüber hinaus stellt das Unternehmen schnell- und mittelschnelllaufende Diesel- und Gasmotoren und (über die Tochterfirma Solar) Industriegasturbinen her. Durch den Zukauf von Bucyrus International ist Caterpillar zudem einer der größten Hersteller für über- und untertägige Bergbaumaschinen. Ferner werden Forstmaschinen gebaut.

## Unternehmensgeschichte
Die Ursprünge von Caterpillar reichen bis in das Jahr 1889 zurück. Der US-Amerikaner und Eigentümer einer Dreschmaschinenfabrik Daniel Best, begann damals mit der Fertigung von Dampftraktoren. Benjamin Holt, ein Konkurrent von Daniel Best, baute anfangs ebenfalls Dreschmaschinen und brachte 1890 seinen ersten Dampftraktor auf den Markt. Um zu verhindern, dass seine schweren Dampftraktoren in weichen Böden versanken, entwickelte Holt 1904 ein neuartiges Kettenlaufwerk. Der Fotograf Charlie Clements, den Benjamin Holt im März 1905 damit beauftragt hatte, seinen neuen Kettentraktor bei einer Testfahrt zu fotografieren, verglich die wellenförmige Bewegung des Kettenlaufwerks mit dem Kriechen einer Raupe (Englisch caterpillar). Holt übernahm den Namen für seine Maschinen und patentierte die Bezeichnung zudem einige Jahre später.
Daniel Best verkaufte sein Unternehmen 1908 an Benjamin Holt und so endete zunächst das Konkurrenzverhältnis. Bests Sohn jedoch gründete fünf Jahre später ein neues Unternehmen, das sich unter der Marke Tracklayer ebenfalls der Herstellung von Kettentraktoren widmete. 1925 taten sich Best und Holt schließlich zusammen und aus der Holt Manufacturing Company und der C. L. Best Tractor Company entstand die Caterpillar Tractor Company.
1928 übernahm das junge Unternehmen den Graderhersteller Russell Grader Manufacturing Company und baute ab 1931 Motorgrader.
Im Jahre 1951 erfolgte die Übernahme der Trackson Company of Milwaukee mit der Marke Traxcavator. Das Unternehmen rüstete seit 1936 überwiegend Caterpillar-Raupen mit Räumschilden und Ladeschaufeln aus. Die ursprünglich per Seilzug betätigten Anbauteile wurden ab 1950 hydraulisch angesteuert. Ab 1951 startete das Unternehmen auch mit der Herstellung von Rohrverlegern, also Kettentraktoren mit seitlicher Kraneinrichtung für den Pipelinebau.
Neben den Kettenfahrzeugen begann Caterpillar zudem früh mit der Fertigung weiterer Baumaschinen. 1956 startete die Herstellung von Radladern. Die ersten Radlader stammten aus dem Jahr 1959 und waren zunächst nur mit einer starren Vorderachse und einer lenkbaren Hinterachse ausgestattet. Erst 1963 führte Caterpillar die wesentlich vorteilhaftere Knicklenkung ein. Mit der Entwicklung und Fertigung von Hydraulikbaggern begann Caterpillar erst zu Beginn der 1970er Jahre.
Im Jahr 1981 kaufte Caterpillar den US-amerikanischen Gasturbinenhersteller Solar Turbines Industrial Division von International Harvester. 1985 kam die DJB Engineering Ltd., ein Hersteller von knickgelenkten Muldenkippern, aus Peterlee zu Caterpillar. Zwei Jahre später erfolgte die Übernahme der RayGo Corporation, einem Hersteller von Straßenbaumaschinen.
Caterpillar erweiterte sein Produktspektrum 1991 weiter mit dem Kauf des Asphaltfertigerherstellers Barber-Greene und 1996 mit der Übernahme der Maschinenbau Kiel, einem Hersteller von Schiffsmotoren. 1997 wurden der australische Raddozerhersteller Tiger Engineering Pty Ltd. und der britische Motorenhersteller Perkins Engines in das Unternehmen integriert. Der Erwerb von Perkins Engines von LucasVarity für 1,3 Mrd. US-Dollar war der bis dahin teuerste Zukauf in der Firmengeschichte.
Im Jahr 1998 übernahm Caterpillar den in Kiel ansässigen Traditionshersteller MaK für mittelschnell laufende Motoren vom Krupp-Konzern. Die bis dahin bekannte Krupp MaK wurde in den Caterpillar-Firmenzweig eingegliedert und in Caterpillar Motoren GmbH & Co KG umbenannt. Die bis dahin unter einem Dach ansässigen Arbeitsbereiche wurden vom Montagebetrieb losgelöst, so dass es heute drei einzelne Teile gibt, die an unterschiedliche Geschäftszentren berichten. Der Motorenhersteller ist als KEC (Kiel Engine Center) bekannt.
1999 ging man mit dem deutschen Unternehmen Claas ein Joint Venture zur gegenseitigen Vermarktung landwirtschaftlicher Maschinen ein. So wurden CAT-Challenger-Traktoren und – Raupenschlepper in Europa als Claas-Maschinen verkauft, während Claas-Lexion-Mähdrescher in Nordamerika unter der Marke CAT verkauft wurden. Gemeinsam wurde in Omaha, Nebraska auch ein Mähdrescherwerk errichtet. Die fünfzigprozentigen Caterpillar-Anteile hieran wie auch am Joint Venture wurden im Jahr 2002 jedoch von Claas aufgekauft, als Caterpillar beschloss, die Produktion von Raupenschleppern für die Landwirtschaft aufzugeben und mit dem Markennamen Challenger an den AGCO-Konzern zu verkaufen. Die in Omaha von Claas für den nordamerikanischen Markt produzierten Lexion-Mähdrescher wurden weiterhin als CAT Lexion über die Caterpillar-Vertriebsgesellschaften vermarktet und betreut. Mittlerweile werden diese in Caterpillar-Farben – aber unter dem Namen Claas – über das Caterpillar-Händlernetzwerk vertrieben.
Im Jahr 2000 wurden der australische Hersteller von Untertagemaschinen Dale B. Elphinstone Pty. Ltd und der italienische Hersteller von Straßenbaumaschinen Bitelli erworben. 2003 kaufte Caterpillar die Markennamen Payhauler und Unit Rig von der Firma Terex sowie die entsprechende Baureihe dieselelektrischer Muldenkipper. 2004 wurde von Babcock Borsig das Schweizer Unternehmen Turbomach übernommen und der Sparte Solar Turbines zugeordnet. Teleskoplader, die Caterpillar unter eigenem Markennamen über sein Händlernetz vertreibt, werden seit 2005 von JLG Industries zugeliefert, einem US-amerikanischen Unternehmen, das 2006 von der Oshkosh Corporation übernommen wurde.
2008 erfolgte die Übernahme des chinesischen Baumaschinenherstellers Shandong SEM Machinery Co., Ltd. Im November 2010 stimmte Bucyrus International dem Kauf durch Caterpillar für 8,6 Mrd. US-Dollar zu. Die Transaktion wurde am 8. Juli 2011 abgeschlossen.
2010 übernahm die Caterpillar-Tochter Progress Rail den amerikanischen Diesellokomotiv-Hersteller Electro-Motive Diesel. Dieser firmiert seit 1. September 2016 als „Progress Rail Locomotive“. Im gleichen Jahr kam auch die MWM GmbH zu Caterpillar. Im Jahr 2013 übernahm Caterpillar die Firma Berg Propulsion und gliederte sie in ihren Unternehmensbereich CAT Propulsion ein. 2011 wurden Lastkraftwagen eingeführt, diese wurden von Navistar hergestellt. 2015 kündigte Caterpillar an, die Lastkraftwagen künftig selbst entwickeln und in dem Werk in Victoria herstellen zu wollen. Bevor dies umgesetzt wurde, wurde 2016 der Vertrieb von Caterpillar-Lastkraftwagen eingestellt. 2020 kaufe Caterpillar Lieferroboterhersteller Marble Robots.

## Aktien und Besitzverhältnisse
Caterpillar ist an der New York Stock Exchange (NYSE) unter dem Abkürzung „CAT“ notiert und unter anderem Teil des Dow Jones Industrial Average sowie des S&P 500. Die Aktien befinden sich überwiegend im Streubesitz. Zu den größten Anteilseignern zählen Investoren wie The Vanguard Group, BlackRock und State Street Corporation, die jeweils Anteile im einstelligen Prozentbereich halten.
Das Unternehmen schüttet seit mehreren Jahrzehnten Dividenden aus und zählt zu den sogenannten Dividendenaristokraten, da die Ausschüttungen seit 1993 kontinuierlich erhöht wurden.

## Wirtschaftliche Eckdaten
| GJ   | Angestellte | Umsatz in Mio. US$ | Gewinn in Mio. US$ | Bilanzsumme in Mio. US$ |
| ---- | ----------- | ------------------ | ------------------ | ----------------------- |
| 2005 | 85.116      | 36.339             | 2.854              | 47.553                  |
| 2006 | 94.593      | 41.517             | 3.537              | 51.449                  |
| 2007 | 101.333     | 44.958             | 3.541              | 56.132                  |
| 2008 | 112.887     | 51.324             | 3.557              | 67.782                  |
| 2009 | 93.813      | 32.396             | 895                | 60.038                  |
| 2010 | 104.490     | 42.588             | 2.700              | 64.020                  |
| 2011 | 125.099     | 60.138             | 4.928              | 81.218                  |
| 2012 | 125.341     | 65.875             | 5.681              | 88.970                  |
| 2013 | 118.501     | 55.656             | 3.789              | 84.896                  |
| 2014 | 114.233     | 55.184             | 2.452              | 84.681                  |
| 2015 | 105.700     | 47.011             | 2.512              | 78.342                  |
| 2016 | 95.400      | 38.537             | −67                | 74.704                  |
| 2017 | 98.400      | 45.462             | 754                | 76.962                  |
| 2018 | 104.000     | 54.722             | 6.147              | 78.509                  |
| 2019 | 102.300     | 53.800             | 6.093              | 78.453                  |
| 2020 | 97.300      | 41.748             | 2.998              | 78.324                  |
| 2021 | 107.700     | 50.971             | 6.489              | 82.793                  |
| 2022 | 109.100     | 59.427             | 6.705              | 81.943                  |
| 2023 | 113.200     | 67.060             | 10.335             | 87.476                  |
| 2024 | 112.900     | 64.809             | 10.788             | 87.764                  |

## Caterpillar in Europa

### Deutschland
Caterpillar kaufte in der Vergangenheit mehrere traditionsreiche deutsche Maschinenbauunternehmen. So kam 1997 die Maschinenbau Kiel (MaK) zu Caterpillar und firmierte fortan als Caterpillar Motoren GmbH & Co. KG. Im Jahr 1999 ging auch das Dieselmotorenwerk Rostock (DMR) als Caterpillar Motoren Rostock GmbH an den Konzern. 2010 wurde die ehemalige O&K Mining Dortmund als  Caterpillar Mining HMS GmbH übernommen und in Henstedt-Ulzburg ein Logistikzentrum für Ersatzteile eröffnet. 2011 folgte mit der Akquisition von Bucyrus International die Deutsche Bergbau Technik (DBT) mit den Standorten Wuppertal und Lünen und bildete die Caterpillar Global Mining Europe GmbH. Im gleichen Jahr kaufte Caterpillar auch die Motorenwerke Mannheim (MWM) und benannte das Tochterunternehmen 2013 in Caterpillar Energy Solutions um. 2013 erwarb Caterpillar zudem die Gießerei Kiel und integrierte sie unter dem Namen Caterpillar Castings Kiel GmbH in den Konzern. Im Jahr 2015 waren an den deutschen Standorten von Caterpillar insgesamt circa 4.800 Mitarbeiter beschäftigt.
Einige Jahre später änderte Caterpillar seine Geschäftsstrategie in den Bereichen Mining sowie Schiffsmotorenbau und kündigte daraufhin Werksschließungen an. Den Anfang machte das Caterpillar-Werk in Dortmund-Dorstfeld mit rund 650 Beschäftigten im Juli 2021. Die beiden Standorte in Lünen und Wuppertal mit zusammen 540 Mitarbeitern sollten ebenfalls 2021 geschlossen werden. Aufgrund der Corona-Pandemie wurden die Werksschließungen jedoch zunächst verschoben. Im Februar 2023 kam dann das Aus in Lünen.
2021 kündigte Caterpillar die Schließung der Standorte Kiel, Rostock und Henstedt-Ulzburg bis Ende 2022 an. Bis Frühjahr 2023 wurden die Werke in Kiel und Rostock mit knapp 800 Mitarbeitern geschlossen. Die Schließung des Standortes in Henstedt-Ulzburg dagegen konnte 2023 abgewendet werden.

### Belgien
2013 wurden 1400 Stellen im Produktionswerk in Gosselies in der Nähe von Charleroi abgebaut. 2015 kündigte Caterpillar an, bis Ende 2016 5000 Stellen zu streichen. September 2016 wurde angekündigt, das Werk in Gosselies zu schließen und damit 2000 Mitarbeiter zu entlassen.

### Österreich
Das einzige Unternehmen von Caterpillar in Österreich ist die MWM Austria GmbH in Schwaz. MWM Austria vertreibt Produkte der Marke MWM in Österreich und in Ungarn, Rumänien, Bulgarien und in den Nachfolgestaaten der Tschechoslowakei, Jugoslawiens und der Sowjetunion.

### Schweiz
In der Schweiz ist Caterpillar mit der Solar Turbines Switzerland in Novazzano und mit mehreren Finanzgesellschaften aktiv.

## Produkte

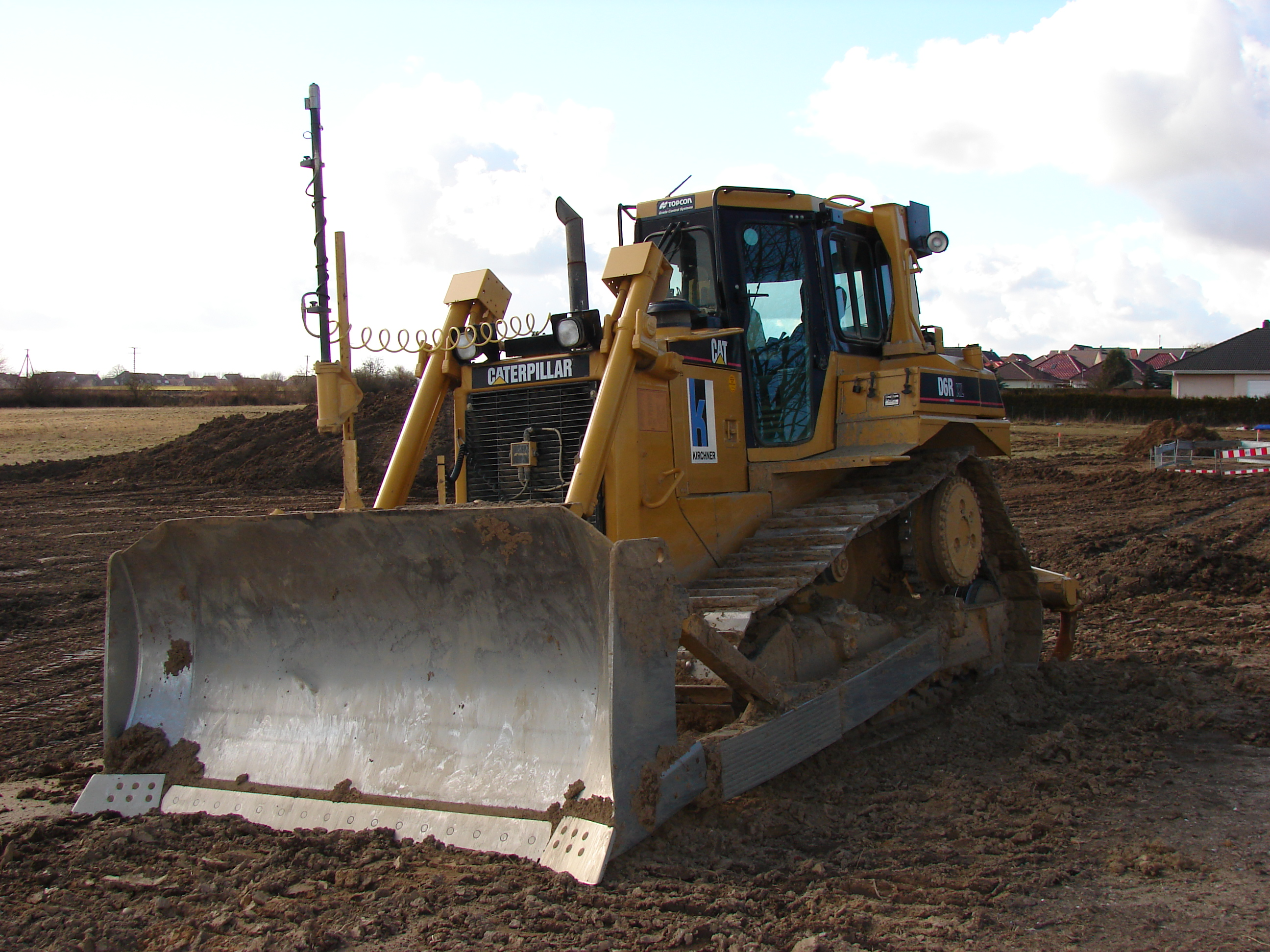
Caterpillar-Planierraupe

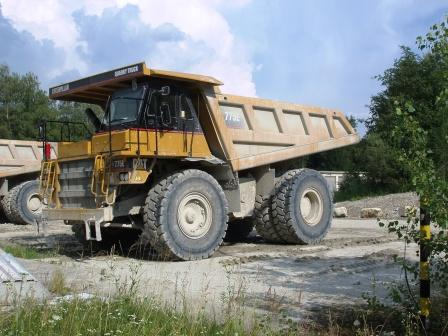
CAT-Muldenkipper

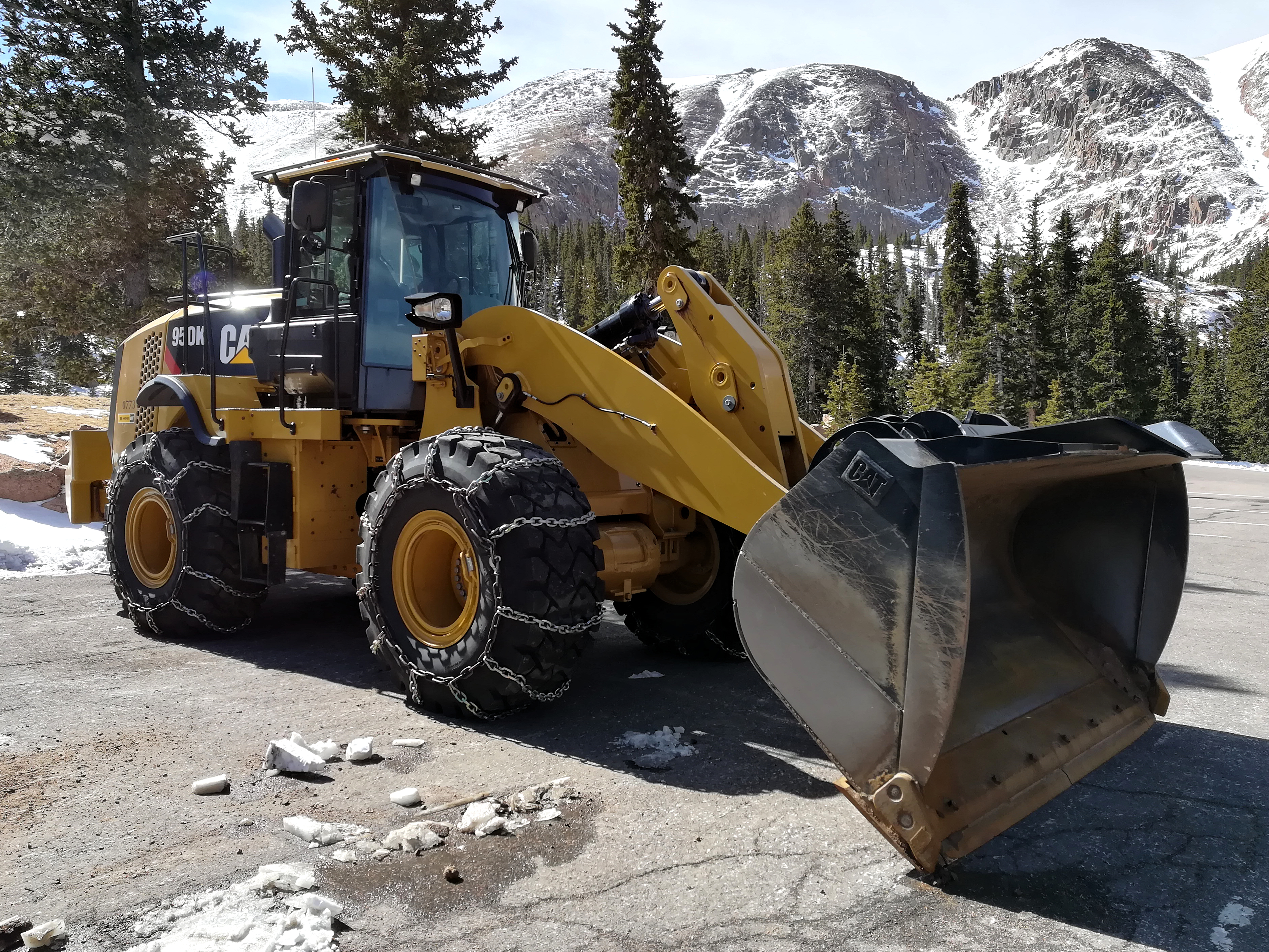
Caterpillar 950 K Radlader am Pikes Peak Highway

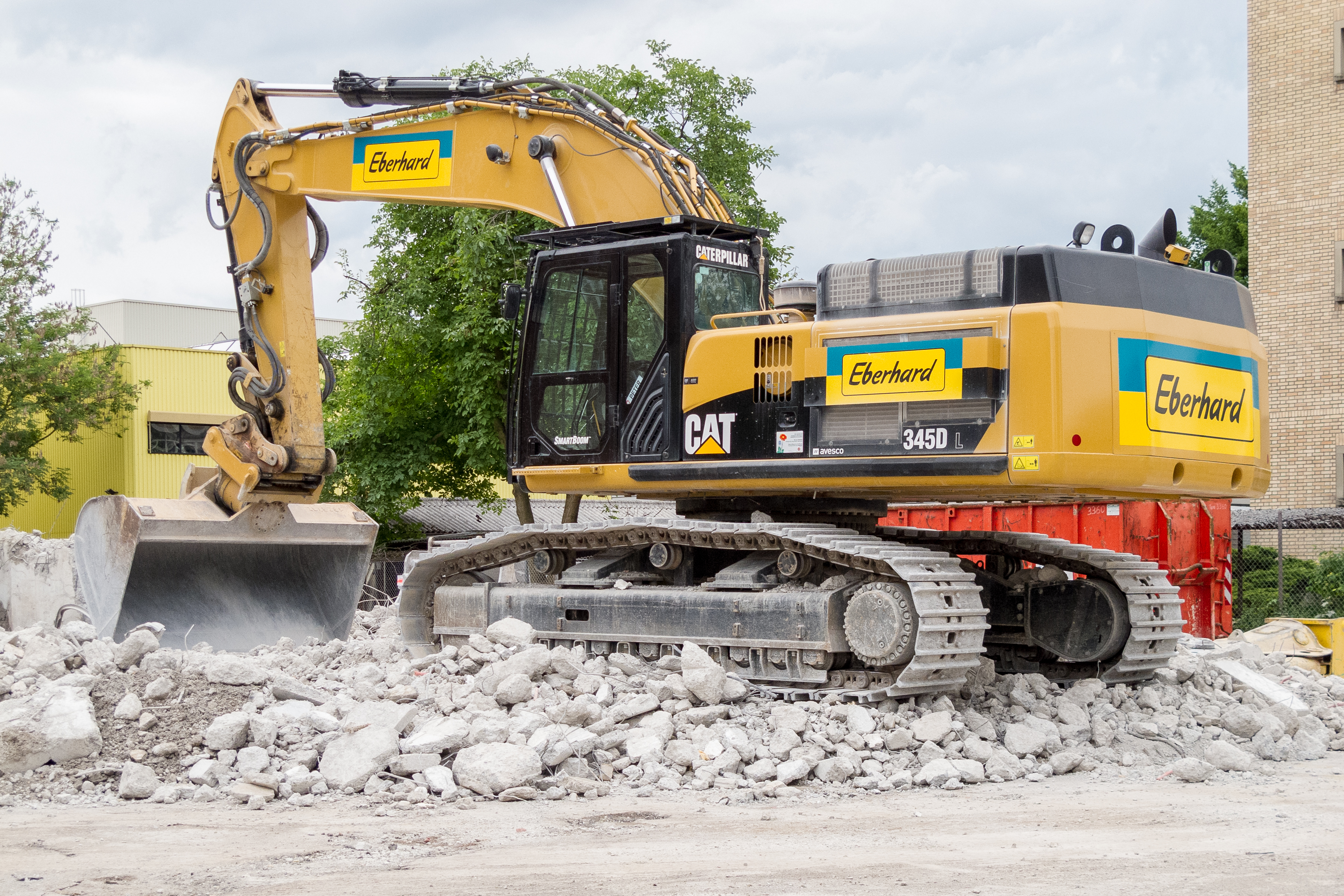
Caterpillar 345D L Raupen-Hydraulikbagger

Die Produktion der Maschinen ist weltweit angesiedelt, zumeist dort, wo die Hauptabsatzmärkte für die Produkte sind. Caterpillar beschäftigt über 100.000 Mitarbeiter weltweit und hatte 2006 einen Jahresumsatz von 41,5 Milliarden US-Dollar. Das Unternehmen produziert unter anderem Muldenkipper, Bagger, Radlader, Planierraupen, Motorgrader und Baggerlader. Zum Einsatz kommen die Geräte im Erdbau, der Bauwirtschaft, vor allem aber in Bergwerken und Tagebauen.
Caterpillar unterhält kein eigenes Vertriebssystem. Der Vertrieb der Caterpillar-Produkte erfolgt durch autorisierte unabhängige Vertriebsgesellschaften. In Deutschland ist dies beispielsweise seit 1954 die Zeppelin Baumaschinen GmbH.

## Umweltverträglichkeit
Caterpillar hat seit 2005 mehr als 500 Millionen US-Dollar in Forschung und Entwicklung der ACERT-Technologie investiert, um eine Reduzierung der Abgasemissionen durch den Einsatz von Simulationstools und verbesserter Motorentechnik (z. B. elektronisch geregelter Einspritzung, verbessertem Verbrennungsprozess, variable Ventilsteuerung) zu erreichen. Caterpillar ist das erste größere Unternehmen, das einen Sustainability Report veröffentlichte, der die Bemühungen um die Verbesserung der Umweltverträglichkeit transparent machen soll. Damit versucht Caterpillar, der ständigen Kritik um Umweltverschmutzung und Zerstörung von Naturraum durch seine Maschinen entgegenzuwirken.

## Arbeitskleidung und anderes

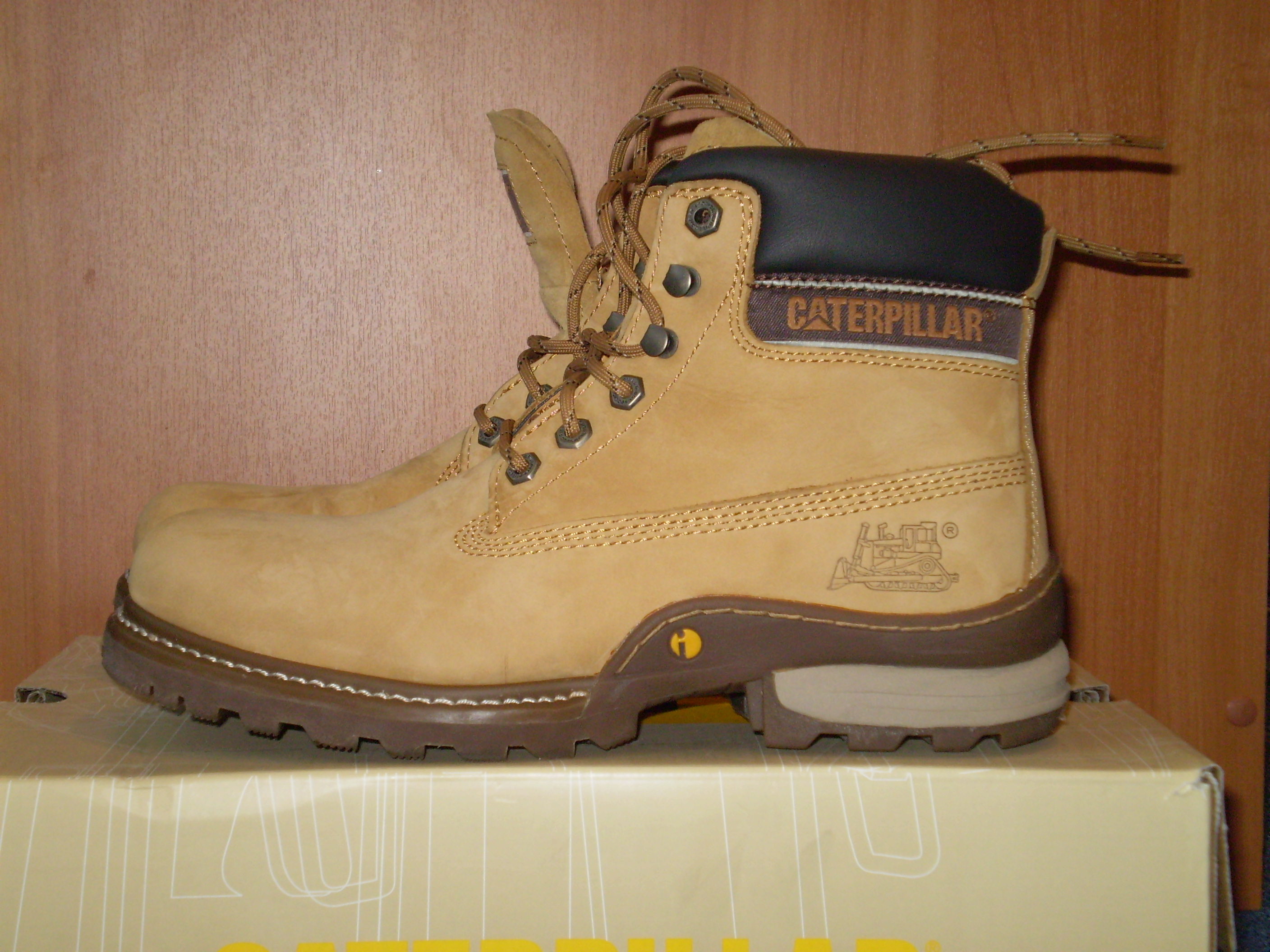
Arbeitsschuhe der Marke Caterpillar

Weltweit werden Kleidungsstücke der Marke Caterpillar (abgekürzt: CAT) angeboten, teils über externe Händler mittels Lizenz. Ein Schwerpunkt lag ursprünglich im Bereich Arbeitskleidung für den Hoch- und Tiefbau, seit Ende der 1990er Jahre wird auch Freizeitbekleidung angeboten. Mit Lizenz nutzen außerdem ein Hersteller von Mobiltelefonen und ein Lizenznehmer von Schuhen die Marke Caterpillar.

## Kontroversen

### Verkauf von D9-Planierraupen an die israelische Armee

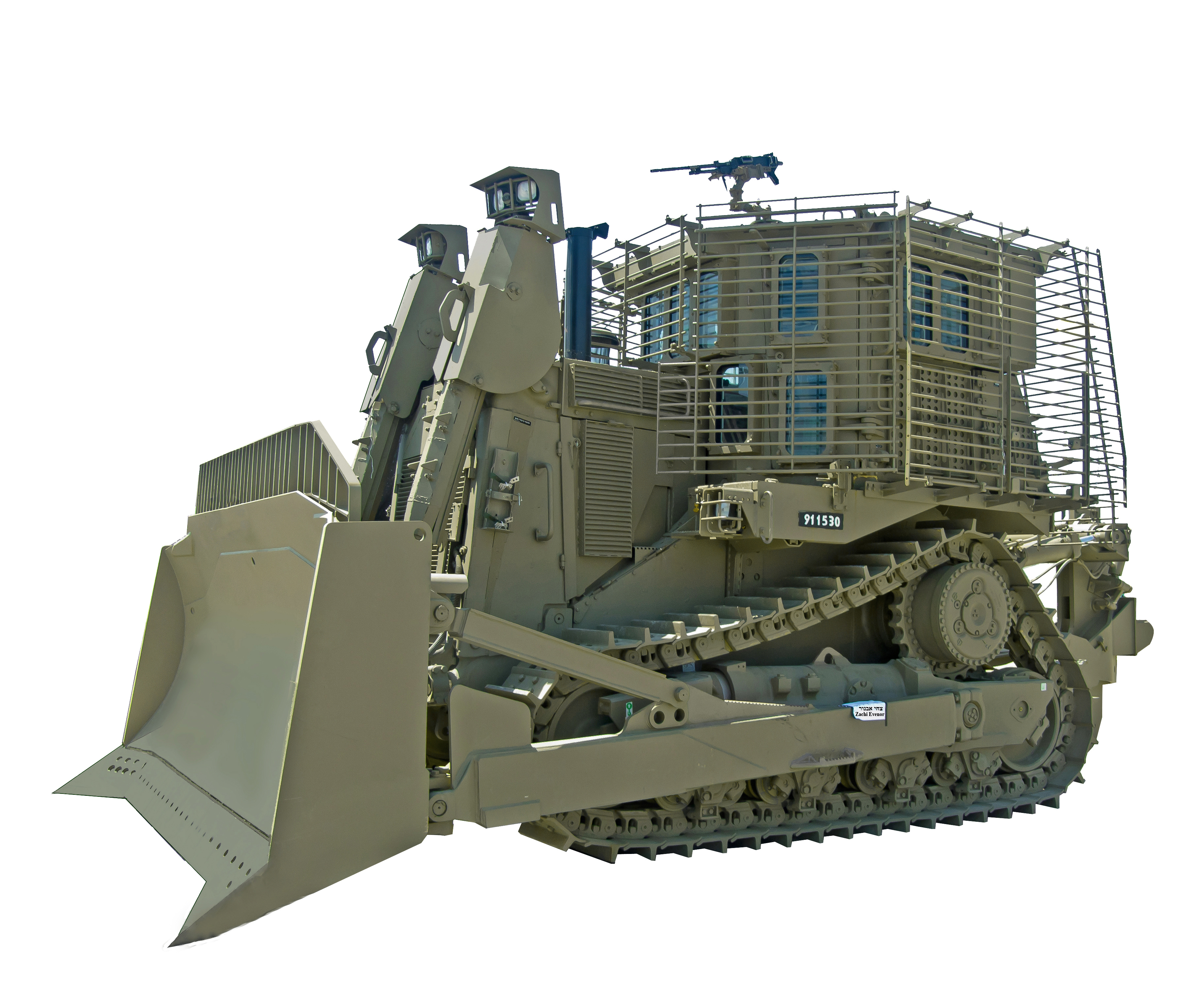
Gepanzerte Caterpillar D9R Planierraupe, wie sie von den israelischen Verteidigungsstreitkräften verwendet wurde, um palästinensische Behausungen zu zerstören

Caterpillar verkauft D9-Planierraupen an die israelische Armee (IDF), die sie unter anderem zu Zerstörungen von Häusern von Zivilpersonen, Farmland und zum Bau israelischer Siedlungen in den besetzten palästinensischen Gebieten verwendet. Humanitäre Organisationen wie Amnesty International, Human Rights Watch, das UN-Hochkommissariat für Menschenrechte, sowie der Weltkirchenrat haben Caterpillar für seine Lieferungen an die israelische Armee kritisiert.
Im Februar 2012 strich die Ratingagentur MSCI Caterpillar von ihrem World Socially Responsible Index. Als Begründung gab sie neben einem Arbeitskonflikt und einer Betriebsschließung in Kanada im Januar 2012, Arbeitsplatzsicherheit und Umweltfragen auch die Kontroverse um die Verwendung von Caterpillar-Maschinen in den besetzten palästinensischen Gebieten an. Die Firma Caterpillar verteidigt ihre Verkäufe an die israelische Armee damit, dass sie nicht in der Lage sei, die Verwendung aller von ihr verkauften Maschinen zu überwachen.

### Steuerflucht
Caterpillar wickelte sein Ersatzteilgeschäft von 2000 bis 2012 über eine Schweizer Tochtergesellschaft ab, für die ein besonders niedriger Steuersatz ausgehandelt wurde. Obwohl in der Schweiz weder Ersatzteile produziert noch gelagert werden, wurden die Gewinne dort verbucht, womit dem US-Staat 2,1 Milliarden Schweizer Franken an Steuereinnahmen entgingen.
Im Rahmen der Luxemburg-Leaks wurde im November 2014 bekannt, dass das Unternehmen unter Mithilfe von PricewaterhouseCoopers über ein komplexes Firmengeflecht ein Modell zur Steuerflucht etabliert hat. Die Originaldaten wurden im Internet veröffentlicht und belegen, dass 8 Milliarden US-Dollar Gewinn auf dem Papier aus den USA in die Schweiz gebucht werden. Diese Transaktionen reduzieren die Steuerlast um 2,4 Milliarden US-Dollar in den USA. Aus internen E-Mails zweier Mitarbeiter geht hervor, dass diese Modelle verschleiert werden sollten. Ein Mitarbeiter schrieb für den Fall, dass das Steuervermeidungsmodell publik würde: „Wir werden alle pensioniert sein, wenn das hochkommt.“